# Fragetechnik
Als Fragetechnik wird umgangssprachlich der Einsatz von offenen und geschlossenen Fragen zur gezielten Gesprächsführung bezeichnet.

## Ziel
Eine Frage sollte als solche sprachlich erkennbar sein, denn unerkannte Fragen sind nachweislich die Hauptursache für fehlende Antworten. Hierbei stellt die Intonation (Betonung, Tonhöhe und -verlauf) das wichtigste Mittel dar. Wichtig sind auch mimische Elemente (Heben der Augenbrauen) und vor allem gestische Äußerungen (Neigen oder leichtes Vorstrecken des Kopfes, Anheben der Arme, Zeigen der Handinnenflächen). Bei schriftlichen Fragen wird dies ersatzweise durch Fragezeichen erreicht. Ebenso wichtig sind der Einsatz von Fragewörtern („wer, wie, was, wo, wann, wieso, weshalb, warum“) und der Satzbau (im Deutschen etwa wird im Hauptsatz durch Stellung des Prädikats vor das Subjekt eine Frage markiert: „ich kann – kann ich?“).
Das Ziel der angewandten Fragetechnik ist es, ein Interview oder einen Dialog zu beginnen bzw. zu vertiefen und ggf. das Gegenüber dabei kommunikativ zu lenken. Durch die geschickte Auswahl der Frageform bestimmt der Fragesteller den Grad der Einflussnahme (mehr oder weniger direktive Kommunikation). Eine Gesprächsführung, die sich zwar der Fragetechnik bedient, jedoch keinerlei Beeinflussung beabsichtigt, ist in der Marktforschung sowie im therapeutischen Bereich als nondirektive Gesprächsführung bekannt, auch wenn sie nicht die Fragetechnik, sondern andere Strategien verwendet. Ihr Gegenteil ist die manipulative Fragetechnik im Verkaufsgespräch und in der Demagogie. Allerdings kann das Fragenstellen in der Psychotherapie und Beratung auch direktiv im Sinne der einvernehmlichen und geplanten Induktion und Begleitung eines gezielten Selbsterforschungs- und Lernprozesses gestaltet werden, ohne deswegen in Manipulation oder Demagogie abzugleiten. Solche Fragestrategien wurden und werden beispielsweise in der kognitiven Verhaltenstherapie, aber auch in anderen Psychotherapiemethoden entwickelt.
Fragebögen als unterschiedlich standardisierte schriftliche Methoden lehnen sich an diese Techniken an, einige davon können auch schriftlich (Form der Fragen und ggf. vorgegebene Antwortalternativen) umgesetzt werden.

## Ebenen
Wichtig für den Prozess der Fragetechnik sind folgende Bereiche: Reflexion, Diskussion, Eigenart, Wirkung, Gelegenheit, Verfügbarkeit, Gegenstand, Sachposition, Sichtweise, Wesen, Interesse, Technik, Beziehung, Charakter, Verantwortung, Ursprung, Richtung, Ziel, Antrieb, Hindernisse, Prozesse und Abweichung.
Die Klärung dieser Elemente steht im Mittelpunkt der Fragetechnik. Nach der These Wer fragt, der führt, versucht der Fragesteller sich Informationen zu beschaffen, indem er die verschiedenen Fragetechniken z. T. kombiniert und im Wechsel miteinander anwendet. Nach der These Wer fragt, gewinnt, dienen Fragen grundsätzlich dazu, Informationen zu gewinnen. Dies ist in der modernen Sprachwissenschaft weitgehend anerkannt, obwohl jüngere Arbeiten von Glen Hilbert und, unabhängig davon, Fried von Wittgen andere Ansätze verfolgen. Hier wird gemäß der These Wer fragt, der sagt eine gesonderte Behandlung von Fragen gegenüber anderen Sätzen grundsätzlich abgelehnt.

## Fragetechniken
In der psychologischen Beratung und der Gesprächstherapie werden vier Fragetechniken unterschieden:
- Lineare Fragen (dienen dem Fragesteller zur Orientierung)
- Zirkuläre Fragen (werden im Konjunktiv formuliert und beziehen sich auf das Umfeld des Befragten), z. B.: „Was würde X sagen, wenn man ihn fragte …?“
- Strategische Fragen (dienen zur Beeinflussung des Befragten und enthalten bereits eine gewünschte Antwort → rhetorische Frage)
- Reflexive Fragen (laden den Befragten zum gedanklichen Experimentieren ein und werden im Konjunktiv formuliert)

Alle diese Fragen können sowohl offen als auch geschlossen formuliert werden.

## Fragekategorien
In formaler Hinsicht sind offene und geschlossene Fragen zu unterscheiden. Diese beiden Fragekategorien fassen alle in der Sprache möglichen Frageformen nach dem Grad ihrer Beeinflussung zusammen.

### Offene Fragen
Offene Fragen ermöglichen ein breites Spektrum an Antworten. Man erfährt die Wünsche und Meinungen des Gesprächspartners. Allerdings gibt man zunächst bis zu einem gewissen Punkt die Gesprächsinitiative an den Partner ab. Im Regelfall fördern offene Fragen die Beziehung zwischen den Gesprächspartnern. Bei so genannten Vielrednern sind offene Fragen allerdings mit Vorsicht anzuwenden.
Offene Fragen eignen sich vor allem am Beginn eines Gesprächs.
Beispiele:
- Wessen … Idee war es, es einmal auf diese Art zu probieren?
- Wer … hatte Sie bezüglich X am aufschlussreichsten informiert?
- Wen … findest Du sympathisch?
- Wem … kannst Du vertrauen?
- Wie viele … bekannte Leute sind Ihnen in der Außenabteilung begegnet?
- Wievielmal/Wie oft … in der Woche gehst Du einkaufen?
- Wie lange … waren Sie bei Ihrem vorherigen Arbeitgeber beschäftigt?
- Wie weit … willst Du gehen?
- Wie … stellen Sie sich Ihre Tätigkeit vor?
- Welche … Ideen und Wünsche haben Sie?
- Was … wollen Sie erreichen?
- Wann … können Sie starten?
- Wessenthalben/Wessentwegen/Um wessentwillen … regeln Sie diese Angelegenheit?
- Wozu/Wofür/Weshalb/Weswegen/Wieso/Warum (Frage nach der/dem Begründung/Motiv/Absicht/Zweck) … haben Sie Ihren Arbeitsplatz verlassen?
- Weshalb/Weswegen/Wieso/Warum (Frage nach der Ursache/dem Grund) … entsteht bei Reibung Wärme?
- Wofür (Frage nach der Präferenz/Begünstigung) … interessieren Sie sich? oder auch: … haben Sie sich bezüglich Ihres Urlaubs entschieden?
- Wofür (Frage nach der Bedeutung) … hältst Du mich? oder auch: … steht dieses Wort im Deutschen?
- Woran … erfreust Du Dich?
- Wobei … fühlst Du Dich unwohl?
- Womit … kann ich Dir behilflich sein?
- Wo … warst Du in den Ferien?
- Wohin … wollten Sie denn gehen, bevor ich Sie aufhielt?
- Woher … stammt diese Melodie?
- Worin … unterscheiden sich die Angebote?
- Woraus … besteht dieses Produkt denn?
- Worein/Wohinein … willst du greifen?
- Wohinaus … läuft das ganze Prozedere?
- Worüber … möchtest Du mit Deinem Chef reden?
- Worunter … habe ich zu suchen, wenn ich den Eintrag finden möchte?
- Worauf … hast Du gesetzt?
- Wogegen … würdest Du am ehesten protestieren?
- Worum … genau handelt es sich bei dem Stellenangebot?
- Wozwischen … genau kannst Du Dich denn nicht entscheiden?
- Woherum … müssten wir richtigerweise gehen?
- Wo entlang … kann ich noch risikofrei segeln?
- Wonach … gelüstet es Dich?
- Wodurch … hast Du von meiner Anwesenheit erfahren?
- Wovon … kann man anständig leben?
- Wovor … hast Du am meisten Skrupel?
- Wohinter … stehst du?
- Wohinauf … wollen wir klettern?
- Wohinunter … sollen wir fahren?
- Inwiefern … haben Sie sich neulich von X bestätigt gefühlt?
- Inwieweit … konnten Sie sich mit Ihrer vorigen Arbeit identifizieren?

Hierbei erhalten Dimensionen der offenen Gesprächsführung wie Empathie, Wertschätzung und Fokussierung eine herausragende Bedeutung für das Gelingen der Befragung. Als Gegenstück dieser Fragestellung findet sich die geschlossene Frage.

#### Offene W-Fragen in der Praxis
W-Fragen sind Fragen, die mit einem W-Wort beginnen, also mit einem Fragewort, dessen Anfangsbuchstabe W lautet.
Die Sechs W-Fragen eines Journalisten sind die Fragen, deren Beantwortung die Grundlage jeder Recherche bilden. Hinzu kommt das siebte W, die Frage nach dem Woher der Quelle.
In der logischen Reihenfolge ihrer Beantwortung lauten sie:
- Was geschah?
- Wer ist beteiligt?
- Wo geschah es?
- Wann geschah es?
- Wie geschah es?
- Warum geschah es?

Auch für die Unfallaufnahme von Rettungsdienst, Polizei und Feuerwehr sind offene W-Fragen für die zu ermittelnden Sachverhalte von zentraler Bedeutung. Daher sollte jede Unfallmeldung zumindest die folgenden vier Fragen beantworten und insbesondere auch den letzten Punkt beachten:
- Wo geschah es?
- Was ist passiert?
- Wie viele Verletzte gibt es?
- Welche Art von Verletzungen/Schäden liegen vor?
- Warten auf Rückfragen!

Als erstes sollte immer der Ort genannt werden, damit auch dann Hilfe geschickt werden kann, wenn das Gespräch unterbrochen werden sollte.
Gut merken lässt sich auch der folgende Satz: Wer hat wann wo wem geschadet; warum wurde wie was getan?
Wo ist was passiert, wie viele haben welche Verletzung?

### Geschlossene Fragen
Bei geschlossenen Fragen sind die Antwortmöglichkeiten vorgegeben (z. B. „ja/nein/weiß nicht“) bzw. definiert, entweder durch die Frage selbst, oder durch die explizite Nennung der zur Auswahl stehenden Antworten. Diese Frageform findet Anwendung im Marketing und in der Forschung (z. B. Meinungsforschung). Das Gegenteil der geschlossenen Frage ist die offene Frage.
- „Sehen Sie das auch so?“
- „Sind wir bis jetzt einer Meinung?“
- „Können wir dies so festhalten?“
- „Wollen wir den nächsten Schritt gehen?“
- „Wollen wir das so umsetzen?“
- „Habe ich mich bis jetzt verständlich ausgedrückt?“
- „Sind Ihnen die vielen Vorteile bis jetzt klar?“
- „Sind Sie damit einverstanden?“

#### Reflektierende Fragen
Bei reflektierenden Fragen handelt es sich um Fragen, mit denen man versucht Missverständnissen vorzubeugen, z. B.: „Das Haus ist bereits verkauft, sagen Sie?“

#### Entscheidungsfragen
Nach einer älteren Definition gelten als geschlossene Fragen nur Entscheidungsfragen, d. h. Fragen, auf die das Gegenüber entweder mit Ja oder Nein antworten kann.
Einige Beispiele für geschlossene Fragen, die i. d. R. nur mit ja oder nein (bzw. vielleicht o. ä.) beantwortet werden können oder nur eine sehr spezifische Antwort erlauben:
- „Haben Sie heute schon etwas für den Abend geplant?“
- „Sehen wir uns dann beim Empfang?“
- „Darf ich Sie abholen?“
- „Ist es Ihnen um 19 Uhr recht?“
- „Ist es schon zu spät?“
- „Sind alle Teilnehmer erschienen?“

#### Alternativfragen
Als Alternativfrage wird die Kombination von zwei (oder selten mehr) Wahlmöglichkeiten bezeichnet. Sie kann, muss aber nicht grammatisch vollständige Entscheidungsfragen verbinden; sinngemäß werden allerdings in jedem Fall Entscheidungsfragen kombiniert.
Eine Alternativfrage lässt dem Befragten nur die Möglichkeit, mit einer der angebotenen Möglichkeiten (aber nicht mit ja oder nein) zu antworten.
Verkürzte Formen:
- Sollen wir mit dem Fahrrad oder mit dem Bus fahren?
 (steht für: Sollen wir mit dem Fahrrad fahren? Oder sollen wir mit dem Bus fahren? Antwort z. B.: mit dem Fahrrad / ersteres oder mit dem Bus / Letzteres)
- Möchten Sie ins Theater oder ins Konzert gehen?
 (steht für: Möchten Sie ins Theater gehen? Oder möchten Sie ins Konzert gehen? Antwort z. B.: ins Theater oder ins Konzert)

Verbindung zweier vollständiger Entscheidungsfragen:
- Hast du Lust oder hast du keine?
 (Antwort z. B.: Ich habe Lust oder Ich habe keine (Lust))
- Ist der letzte Film von Humphrey Bogart noch zu seinen Lebzeiten erschienen oder erst später in die Kinos gekommen?
(Antwort z. B.: zu seinen Lebzeiten / Er ist noch zu seinen Lebzeiten erschienen oder erst später)

Wenn keine der Wahlmöglichkeiten zutrifft, wird die Frage umgangssprachlich oft mit weder noch beantwortet, während die hochsprachlich korrekte Ausdrucksweise weder das eine noch das andere ist. Entsprechend lautet die umgangssprachliche Antwort im Falle beider zutreffender Wahlmöglichkeiten sowohl als auch, hochsprachlich sowohl das eine als auch das andere. Ist schließlich die Wahl unterschiedlich, sagt man gewöhnlich mal dies, mal das oder korrekter in einigen Fällen das eine, in anderen Fällen das andere. Mit diesen verschiedenen Möglichkeiten beschäftigt sich die Antworttechnik.

#### Paraphrasierung
Eine etwas umfangreichere Form der geschlossenen Frage ist die so genannte Paraphrasierung, bei der die Botschaft verkürzt auf den Sachinhalt in eigenen Worten wiedergegeben wird. Ziel ist es, das Verständnis zu prüfen und gegebenenfalls den Inhalt zu ergänzen oder zu korrigieren.
Beispiel:
Habe ich Sie richtig verstanden, dass es Ihnen vor allem darum geht, jetzt möglichst schnell wieder produzieren zu können und deswegen der Termin verschoben werden soll?

#### Verbalisierung
Die Verbalisierung ist nur scheinbar eine geschlossene Frage. In der Gesprächstherapie versteht man unter Verbalisierung die Wiedergabe des emotionalen Gehaltes einer Aussage oder eines Gespräches. Ziel ist es, das emotionale Verständnis zu prüfen und durch Empathie noch bestehende hemmende Gefühle abzubauen, um den Klienten zu einer weiteren Vertiefung der Selbst-Beobachtung zu führen.
Beispiel: „Also hast du Angst, aus deinem Freundeskreis ausgeschlossen zu werden, wenn du dich änderst?“
Auf die scheinbar geschlossene Frage reagiert der erfahrene Klient automatisch mit einer Vertiefung: „ja, besonders wenn …“. Der noch nicht so erfahrene Klient, der vielleicht noch geschlossen mit einem „Ja“ antwortet, bekommt eine weiterführende offene Frage, beispielsweise: „Kannst du mal ein Beispiel erzählen?“.

### Rhetorische Fragen
Rhetorische Fragen sind Scheinfragen. Sie sind immer eine versteckte Aufforderung, der eigenen Meinung zuzustimmen. Auf eine rhetorische Frage erwartet der Fragende keine (informative) Antwort, sondern es geht ihm dabei um die verstärkende Wirkung seiner Aussage.

## Frageformen
Fragen, die nach ihrem Ziel oder inneren Bezug benannt werden, lassen sich nicht abschließend kategorisieren. Neben einer Vielzahl von möglichen Fragezielen bestimmt auch die jeweilige Beliebtheit der einen oder anderen Form innerhalb der Rhetorik ihre Bekanntheit.
| Frageform          | Beschreibung | Beispiel |
| ------------------ | --- | --- |
| Abschlussfrage     | Bestätigung des Kunden in Form einer Frage abverlangen.                                                                         | Wann sollen wir denn liefern?                                                                                        |
| Alternativfrage    | Durch die Vorgabe von zwei oder mehr Alternativen wird Entscheidungsfreiraum suggeriert.                                        | Wir haben hier die Farbpalette für diese Saison. Bevorzugen Sie rot, grün oder gelb?                                 |
| Angriffsfrage      | Durch den Inhalt (und die Betonung) der Frage soll der Gesprächspartner unter Druck gesetzt werden.                             | Wollen Sie sich etwa um dieses unangenehme Thema drücken?                                                            |
| Antwortfrage       | Die Antwort ist schon in der Frage enthalten.                                                                                   | Sie bevorzugen rot, nicht wahr?                                                                                      |
| Befehlsfrage       | Durch den Inhalt und die Betonung der Frage wird dem Gesprächspartner ein Befehl erteilt.                                       | Wirst du wohl aufessen?                                                                                              |
| Doppelfrage        | Zwei oder mehr Fragen werden in einer Frage zusammengefasst.                                                                    | Sind Sie mutig oder großzügig?                                                                                       |
| Gegenfrage         | Durch die Rückgabe einer Frage wird eine Konfrontation oder Präzisierung eingefordert.                                          | Wie meinen Sie das?                                                                                                  |
| Gewaltfrage        | Durch den Inhalt (und möglicherweise die Betonung) der Frage soll der Gesprächspartner unter Druck gesetzt werden.              | Wollen Sie sich etwa um dieses unangenehme Thema drücken?                                                            |
| Initialfrage       | Zu Beginn eines Klärungs- oder Dialogprozesses wird eine Motivation hervorgerufen.                                              | Welches ist der wichtigste Punkt für Sie heute?                                                                      |
| Kontrollfrage      | Zahlen, Daten, Fakten oder Ansichten werden reflektiert.                                                                        | Habe ich Sie richtig verstanden, dass es nur noch um den Preis geht?                                                 |
| Meinungsfrage      | Sie geht auf Wertvorstellungen und Vorannahmen des Gesprächspartners ein.                                                       | Wie stehen Sie zu der Angelegenheit?                                                                                 |
| Monetärfrage       | Diese Frageform soll den Preis eines Objektes erkunden.                                                                         | Was kostet das? |
| Motivfrage         | Diese Frageform soll den Antrieb des Gesprächspartners erkunden.                                                                | Welchen Sinn hat für Sie die Abschaffung der Begrenzung in diesem Fall?                                              |
| Motivationsfrage   | Diese Frageform soll den Gesprächspartner motivieren.                                                                           | Wie kamen Sie auf diese tolle Idee?                                                                                  |
| Nutzwertfrage      | Hier wird der sachliche Vorteil erfragt.                                                                                        | Wofür wollen Sie den LKW denn einsetzen?                                                                             |
| Referenzfrage      | Das Gegenüber wird bedrängt, indem man eine Bezugsperson oder -sache erfragt.                                                   | Woran orientieren Sie denn letztlich Ihr professionelles Handeln?                                                    |
| Rhetorische Frage  | Eine Frage, die offensichtlich keiner Antwort bedarf. Sie ist eigentlich eine These.                                            | Wollen wir nicht alle, dass unsere Kinder gesund groß werden?                                                        |
| Skalierende Frage  | Eine Frage, die eine allgemeine Aussage konkretisiert und vergleicht.                                                           | Wie würden Sie sich auf einer Skala von 1 (minimal) bis 10 (maximal) einordnen?                                      |
| Skandierte Frage   | Eine Frage, die von mehreren Personen gleichzeitig und wiederholt geäußert wird.                                                | Sind wir das Volk? Sind wir das Volk?                                                                                |
| Stimulierungsfrage | Ein Lob oder die Ächtung eines gemeinsamen Gegners bezieht Emotionen in das Thema ein.                                          | Wissen Sie denn nicht, dass diese Partei auch uns schon angegriffen hat?                                             |
| Suggestivfrage     | Mit Hilfe einer hypothetisch in Frage gestellten Vorgabe wird dem Gesprächspartner eine Antwort in den Mund gelegt.             | Sicher haben Sie sich auch schon einen Urlaubstermin überlegt, oder?                                                 |
| Verdeckte Frage    | Eine Frage, deren eigentliches (möglicherweise für den Befragten nicht erkennbares) Ziel über einen Umweg erreicht werden soll. | Haben Sie einen Parkplatz direkt vor dem Haus gefunden? (Eigentliches Ziel: Haben Sie einen Führerschein?)           |
| Wunderfrage        | Eine Frage aus der Systemischen Therapie (Systemisches Coaching), um unklare Wünsche des Klienten zu konkretisieren.            | Angenommen über Nacht wäre ein Wunder passiert und Ihre Wünsche hätten sich erfüllt: Woran würden Sie dies erkennen? |
| Zielfrage          | Eine Frage, deren Ziel ohne Umweg erreicht werden soll.                                                                         | Wo, bitte, geht’s hier zum Hauptbahnhof?                                                                             |

## Frageformulierung/Wortwahl
Fragen sollten, sofern eine möglichst sachliche und transparente Kommunikation angestrebt wird, so formuliert werden, dass der Adressat sie leicht beantworten kann. Dies betrifft insbesondere allgemeine Bevölkerungsumfragen:
- Verwendung einfacher, möglichst eindeutiger Begriffe
- angemessen kurze Formulierungen, einfache Satzstruktur
- konkrete statt abstrakte und hypothetische Fragen
- einfache statt doppelte Stimuli, keine doppelten Verneinungen
- keine Unterstellungen und Suggestivfragen
- Fragen, die auch beantwortet werden können: Wissen, Wille, Aufwand, Verstehen der Frage, Frage muss auf den Befragten zutreffen
- eindeutiger zeitlicher Bezug
- erschöpfende und disjunkte Fragen
- kein verzerrender Fragekontext
- eindeutige Definition potentiell unklarer oder uneindeutiger Begriffe, sofern diese notwendig sind[3]

Dass mit der Art der Formulierung einer Frage die Antwort beeinflusst wird, bezeichnet man auch als Wording-Effekt.